# Marange-Silvange
Pour les articles homonymes, voir Marange.
Marange-Silvange est une commune française située dans le département de la Moselle, en Lorraine, dans la région administrative Grand Est.

## Géographie
La commune est implantée sur deux régions naturelles : Les Plateaux calcaires de Lorraine: Côtes de Moselle et le Plateau lorrain et la ville de Marange-Silvange se trouve entre les ruisseaux du Billeron et de Barche.

### Communes limitrophes
| Amnéville | Pierrevillers, Rombas | Amnéville          |
| Roncourt  | Marange-Silvange      | Maizières-lès-Metz |
| Bronvaux  | Fèves                 | Semécourt          |

### Hameaux
Narpange.

### Hydrographie
La commune est située dans le bassin versant du Rhin au sein du bassin Rhin-Meuse. Elle est drainée par la Barche et le ruisseau le Billeron.
La Barche, d'une longueur totale de 10,5 km, prend sa source dans la commune de Pierrevillers et se jette  dans la Moselle à Hagondange, après avoir traversé six communes.
Le Billeron, d'une longueur totale de 15,5 km, prend sa source dans la commune de Saint-Privat-la-Montagne et se jette  dans la Moselle à Hauconcourt, après avoir traversé six communes.

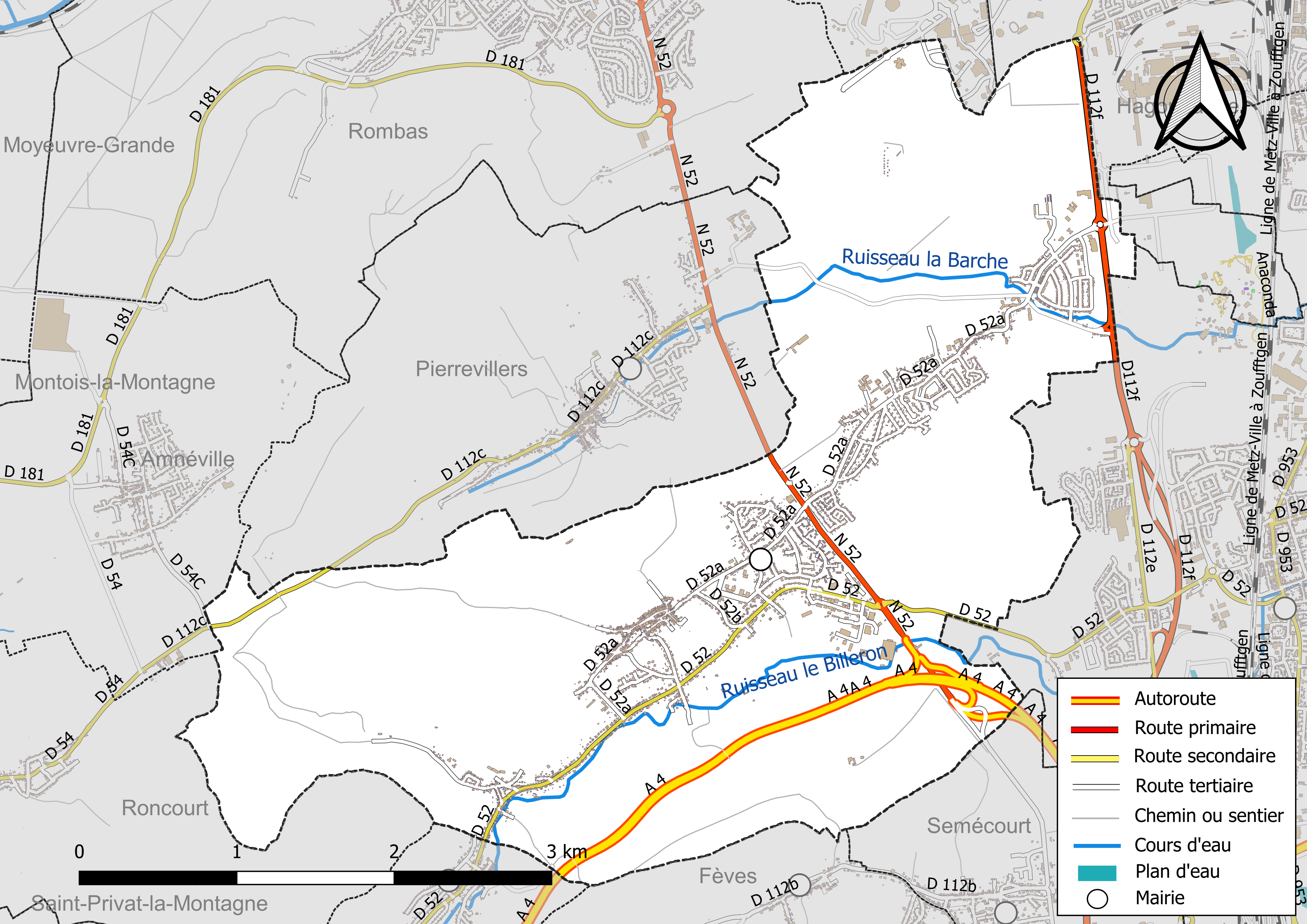
Réseaux hydrographique et routier de Marange-Silvange.

La qualité du ruisseau la Barche et du ruisseau le Billeron peut être consultée sur un site dédié géré par les agences de l’eau et l’Agence française pour la biodiversité.

### Climat
Pour des articles plus généraux, voir Climat du Grand Est et Climat de la Moselle.
En 2010, le climat de la commune est de type climat des marges montargnardes, selon une étude du Centre national de la recherche scientifique s'appuyant sur une série de données couvrant la période 1971-2000. En 2020, Météo-France publie une typologie des climats de la France métropolitaine dans laquelle la commune est exposée à un climat semi-continental et est dans la région climatique  Lorraine, plateau de Langres, Morvan, caractérisée par un hiver rude (1,5 °C), des vents modérés et des brouillards fréquents en automne et hiver. 
Pour la période 1971-2000, la température annuelle moyenne est de 9,4 °C, avec une amplitude thermique annuelle de 16,6 °C. Le cumul annuel moyen de précipitations est de 815 mm, avec 12,8 jours de précipitations en janvier et 9,3 jours en juillet. Pour la période 1991-2020, la température moyenne annuelle observée sur la station météorologique de Météo-France la plus proche, « Malancourt », dans la commune d'Amnéville à 6 km à vol d'oiseau, est de 10,2 °C et le cumul annuel moyen de précipitations est de 884,1 mm. 
La température maximale relevée sur cette station est de 39,3 °C, atteinte le 25 juillet 2019 ; la température minimale est de −17,9 °C, atteinte le 5 janvier 1985,,. 
| Mois                                  | jan.             | fév.             | mars           | avril           | mai             | juin            | jui.           | août           | sep.           | oct.            | nov.             | déc.             | année      |
| ------------------------------------- | ---------------- | ---------------- | -------------- | --------------- | --------------- | --------------- | -------------- | -------------- | -------------- | --------------- | ---------------- | ---------------- | ---------- |
| Température minimale moyenne (°C)     | −0,4             | −0,3             | 2,2            | 4,9             | 8,5             | 11,5            | 13,6           | 13,4           | 10,2           | 7,1             | 3,2              | 0,6              | 6,2        |
| Température moyenne (°C)              | 1,8              | 2,7              | 6,3            | 10              | 13,7            | 16,9            | 18,9           | 18,7           | 14,8           | 10,4            | 5,7              | 2,6              | 10,2       |
| Température maximale moyenne (°C)     | 4,1              | 5,8              | 10,4           | 15              | 18,8            | 22,2            | 24,3           | 24             | 19,4           | 13,8            | 8,1              | 4,6              | 14,2       |
| Record de froid (°C) date du record   | −17,9 05.01.1985 | −15,6 07.02.1991 | −14,6 01.03.05 | −6,1 12.04.1986 | −1,4 06.05.1979 | −0,1 05.06.1991 | 2,9 22.07.1980 | 2,9 24.08.1980 | 1,3 07.09.1985 | −3,4 24.10.03   | −10,8 23.11.1998 | −15,5 03.12.1973 | −17,9 1985 |
| Record de chaleur (°C) date du record | 15,2 05.01.1999  | 20,9 27.02.19    | 25,6 31.03.21  | 27,9 21.04.18   | 32,4 28.05.17   | 35,4 26.06.19   | 39,3 25.07.19  | 38,2 08.08.03  | 33,1 15.09.20  | 26,2 10.10.1979 | 21,1 02.11.20    | 15,6 17.12.15    | 39,3 2019  |
| Précipitations (mm)                   | 85,9             | 70,2             | 67,5           | 52,6            | 67,9            | 68,4            | 70,7           | 69,5           | 69,6           | 79,7            | 81,7             | 100,4            | 884,1      |

| Diagramme climatique                                  |             |             |           |             |              |              |            |              |             |            |             |
| J                                                     | F           | M           | A         | M           | J            | J            | A          | S            | O           | N          | D           |
| 4,1−0,485,9                                           | 5,8−0,370,2 | 10,42,267,5 | 154,952,6 | 18,88,567,9 | 22,211,568,4 | 24,313,670,7 | 2413,469,5 | 19,410,269,6 | 13,87,179,7 | 8,13,281,7 | 4,60,6100,4 |
| Moyennes : • Temp. maxi et mini °C • Précipitation mm |             |             |           |             |              |              |            |              |             |            |             |

Les paramètres climatiques de la commune ont été estimés pour le milieu du siècle (2041-2070) selon différents scénarios d'émission de gaz à effet de serre à partir des nouvelles projections climatiques de référence DRIAS-2020. Ils sont consultables sur un site dédié publié par Météo-France en novembre 2022.

## Urbanisme

### Typologie
Au 1er janvier 2024, Marange-Silvange est catégorisée ceinture urbaine, selon la nouvelle grille communale de densité à sept niveaux définie par l'Insee en 2022.
Elle appartient à l'unité urbaine de Marange-Silvange, une agglomération intra-départementale regroupant deux  communes, dont elle est ville-centre,,. Par ailleurs la commune fait partie de l'aire d'attraction de Metz, dont elle est une commune de la couronne,. Cette aire, qui regroupe 245 communes, est catégorisée dans les aires de 200 000 à moins de 700 000 habitants,.

### Occupation des sols
L'occupation des sols de la commune, telle qu'elle ressort de la base de données européenne d’occupation biophysique des sols Corine Land Cover (CLC), est marquée par l'importance des forêts et milieux semi-naturels (51,8 % en 2018), en diminution par rapport à 1990 (52,8 %). La répartition détaillée en 2018 est la suivante : 
forêts (51,7 %), prairies (17,9 %), zones urbanisées (16,4 %), cultures permanentes (5,8 %), terres arables (4,2 %), zones agricoles hétérogènes (1,8 %), zones industrielles ou commerciales et réseaux de communication (1,2 %), espaces verts artificialisés, non agricoles (0,7 %), mines, décharges et chantiers (0,3 %), milieux à végétation arbustive et/ou herbacée (0,1 %). L'évolution de l’occupation des sols de la commune et de ses infrastructures peut être observée sur les différentes représentations cartographiques du territoire : la carte de Cassini (XVIIIe siècle), la carte d'état-major (1820-1866) et les cartes ou photos aériennes de l'IGN pour la période actuelle (1950 à aujourd'hui).

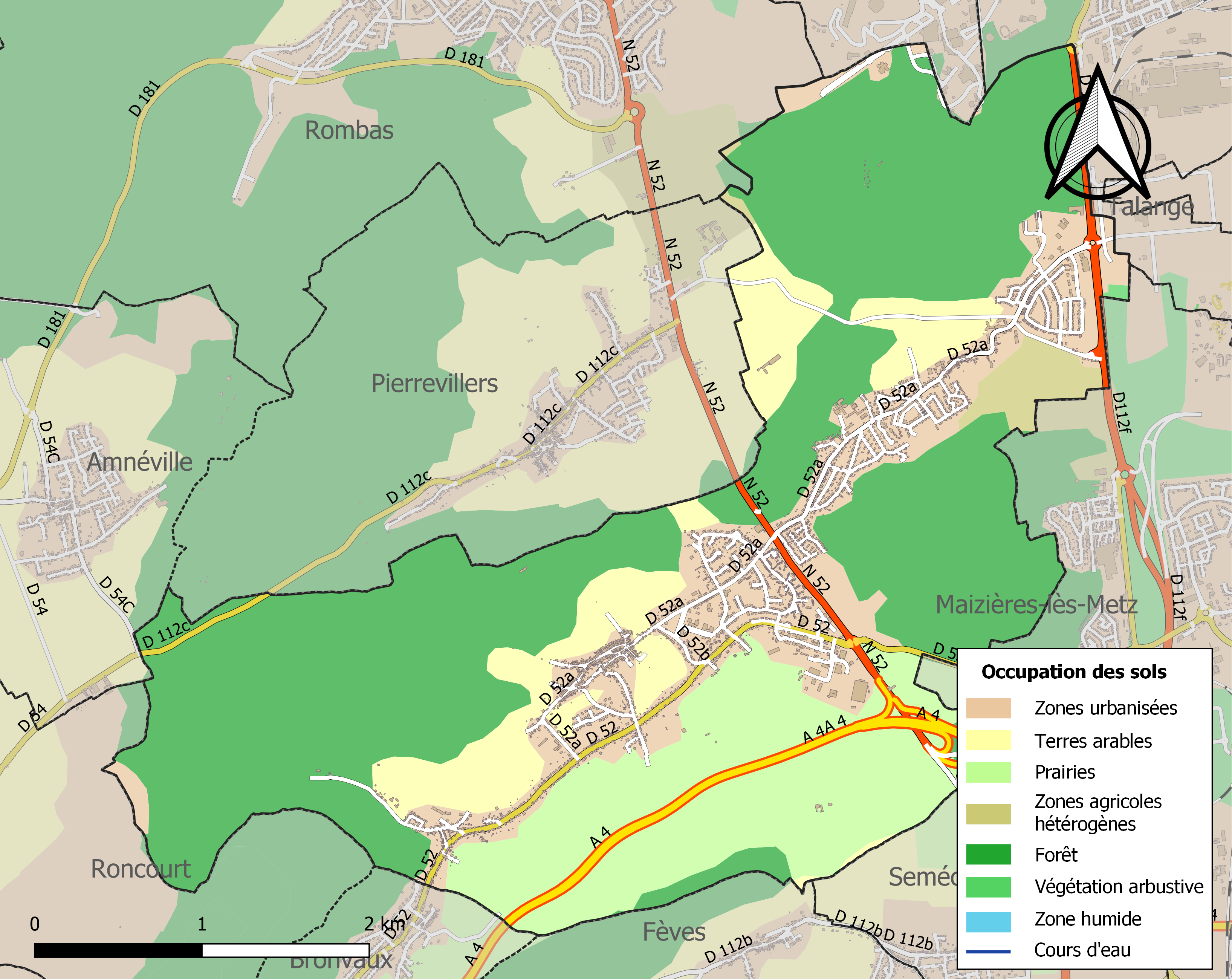
Carte des infrastructures et de l'occupation des sols de la commune en 2018 (CLC).

## Toponymie
- Marange : Madringas (771), Madrengias (971), Marenges (1181), Marvia (1236), Mairinges (1446), Mairingen (1572), Mayringen (1591), Marhange (1635)[16].
- Silvange : Silviniaco (935), Sionfolinga (977), Zulvinge (1314), Sulvange (1327), Suellevenges (1339), Sylvange (XIXe siècle).
- En francique lorrain : Märéngen-Silwéngen. En allemand : Märingen[16], Maringen-Silvingen (1940-1944).

## Histoire
Les premiers écrits officiels mentionnant Marange datent de janvier 739 et en font la propriété personnelle de Pépin le Bref.
- Marange et Silvange sont deux villages de l’ancien Pays messin. Ancienne possession de l’église de Verdun.
- Marange devint propriété des comtes de Luxembourg avant 936 [??? - le Luxembourg n'apparaît qu'en 963, et le comté 2-3 générations plus tard!], puis de la France en 1659 (traité des Pyrénées). Elle était liée à Thionville jusqu’à la Révolution française.
- Disputée entre Lorraine et Metz. Dévastée au cours de la guerre de Trente Ans.
- Napoléon fusionne les villages de Marange et de Silvange par un décret signé à Schönbrunn le 29 septembre 1809 pour former Marange-Silvange[17]. La commune de Silvange compte alors 72 habitants[18].
- D'après un recensement de 1817, Marange a pour annexe le village de Silvange, la ferme de Frémécourt, les moulins de Ternel, Lacroix et Jailly. À cette époque il y avait 828 habitants répartis dans 111 maisons à Marange et 73 habitants répartis dans 13 maisons à Silvange.

## Économie
Au début du XXe siècle, Marange est encore une commune rurale de quelques centaines d'habitants qui vit de productions potagères pour les marchés messins (de la ville de Metz), de productions viticoles (plusieurs centaines d'hectares au XIXe siècle), de productions fruitières et de champs de fraises.
Courant du XXe siècle, la sidérurgie a happé la population paysanne et le village devient très vite la ville dortoir de l'usine sidérurgique d'Hagondange (ou UCPMI).
Après la Seconde Guerre mondiale, celle-ci employait plus de 5 000 sidérurgistes. Elle devient également une ville minière qui exploitait du minerai de fer (la minette) à la mine de Marange située à Ternel.
Fin du XXe siècle, la sidérurgie s'éteint peu à peu et les 5 500 habitants que compte Marange travaillent essentiellement sur les bassins d'emplois de Metz, Thionville et du Luxembourg. Marange alimente les quelque 100,000 frontaliers (chiffre de 2020) qui travaillent quotidiennement au Luxembourg. L'industrie automobile, PSA et Renault, emploie également de nombreux Marangeois. Les nombreuses zones commerciales de l'axe Metz-Thionville alimentent l'économie locale (zone Auchan Semécourt, zone Hauconcourt).
Marange s'est dotée d'une zone artisanale qui emploie quelque 500 personnes : France-transfo Schneider Electric. (matériel électrique) a quitté la commune en 2014 (150 emplois concernés), Interlift (Élévateurs mécaniques), Di Igidio (transport),SOBECA (Travaux publics), COCCOON TM (fabrication de matériel médical), HUVER (pompes),DEMAS DURISOTTI, (transformation véhicules utilitaires) MARREL (Aménagement poids lourds)…

### Vigne

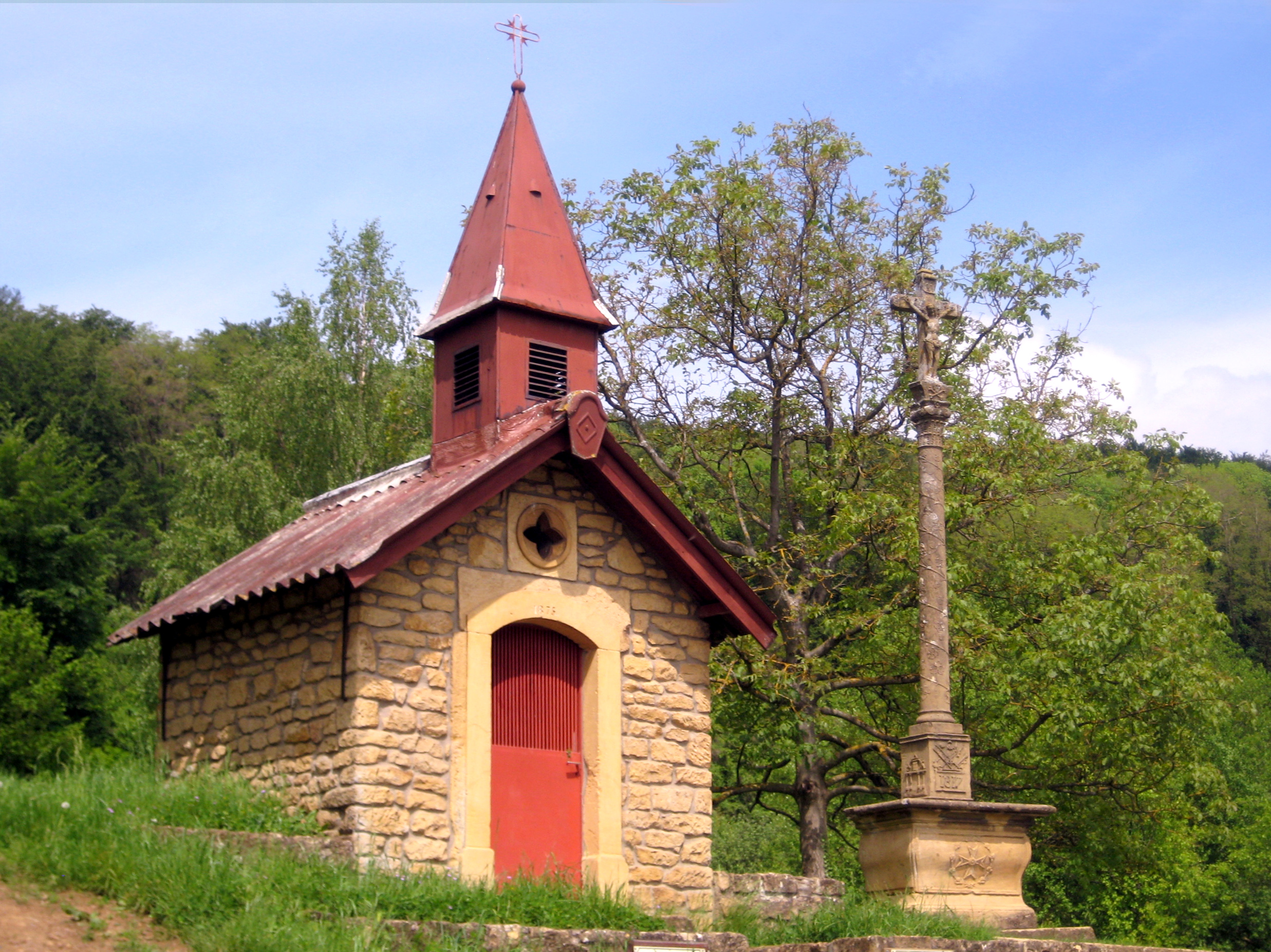
Chapelle des Vignes et croix de la Mission.

L'exploitation de la vigne disparait au milieu du XXe siècle sur les coteaux de la commune. Philippe Joly est le premier en 1995 à faire renaitre la vigne à Marange ; le domaine de la Croix de Mission met en bouteille son premier millésime en 2000 et exploite 1,60 hectare sur cinq cépages différentes qui sont l'auxerrois, le pinot gris, le pinot noir, le pinot blanc et le gamay. La production est d'environ 5 à 6 000 bouteilles par an essentiellement en vins blancs secs mais aussi en vins rouges, en vins moelleux ainsi que des mistelles faites à base de jus et de marc de raisin. Vincent et André L'Huilier inaugurent le domaine des Hattes en 2003 : le vignoble possède cinq cépages différents bénéficiant de l'appellation d'origine vin délimité de qualité supérieure : du pinot noir et gris, du gamay, de l'auxerrois ainsi que du gewurztraminer et produit environ 2 500 bouteilles par an. Pour le millésime 2011, le terroir de la commune sera reconnu en zone d'appellation d'origine contrôlée, AOC obtenue le 16 novembre 2010.

## Politique et administration

### Liste des maires

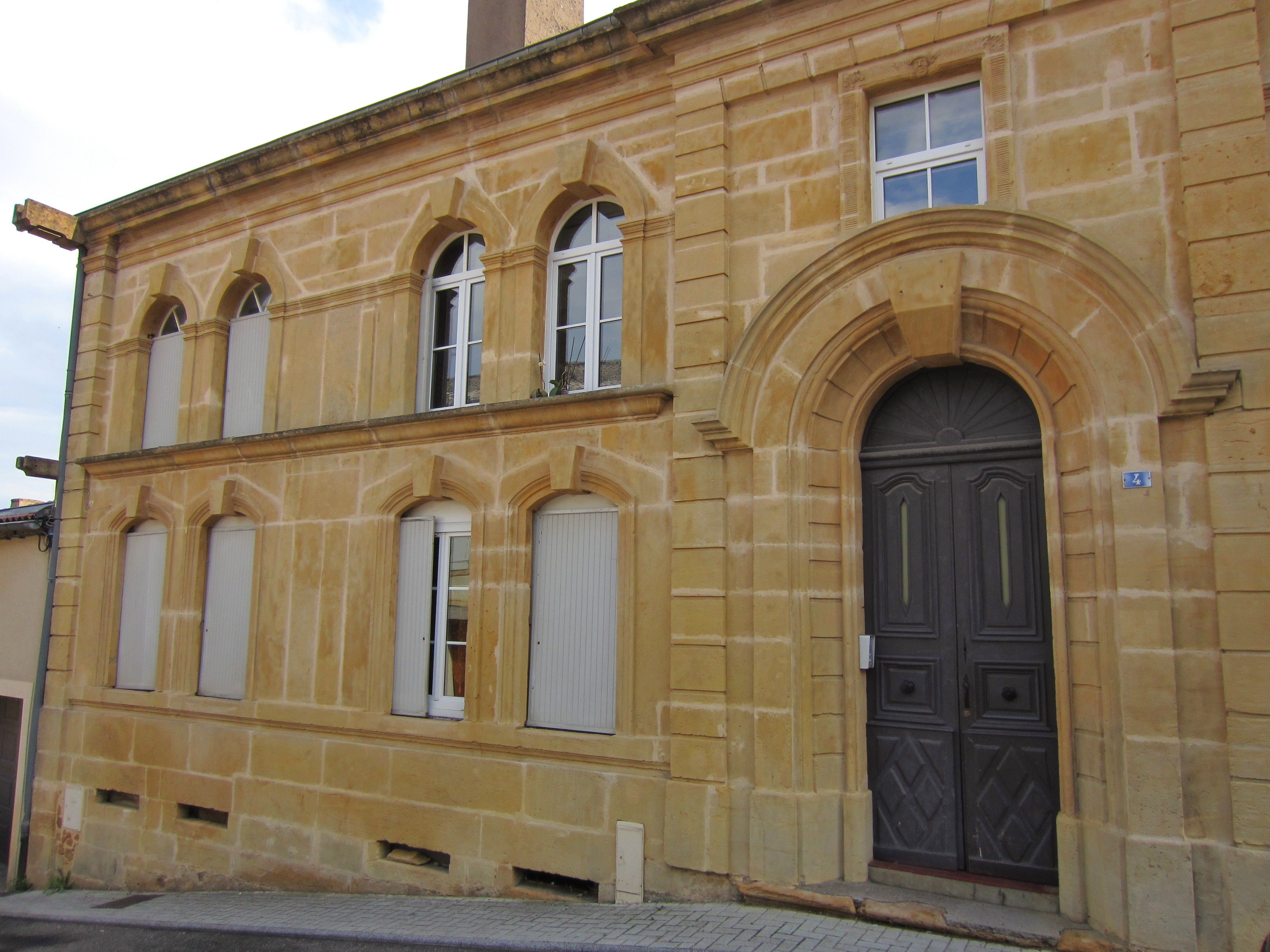
L'ancien tribunal.

| Période                                  | Période   | Identité        | Étiquette                       | Qualité                                    |
| ---------------------------------------- | --------- | --------------- | ------------------------------- | ------------------------------------------ |
| mars 1977                                | juin 1995 | Henri Schwanner | PS                              | Sidérurgiste                               |
| juin 1995                                | mars 2014 | Erwin Brum      | PRG (RDG)                       | Ancien fonctionnaire au Parlement européen |
| mars 2014                                | En cours  | Yves Muller     | MoDem (président départemental) | Cadre du secteur privé                     |
| Les données manquantes sont à compléter. |           |                 |                                 |                                            |

## Démographie
L'évolution du nombre d'habitants est connue à travers les recensements de la population effectués dans la commune depuis 1793. Pour les communes de moins de 10 000 habitants, une enquête de recensement portant sur toute la population est réalisée tous les cinq ans, les populations de référence des années intermédiaires étant quant à elles estimées par interpolation ou extrapolation. Pour la commune, le premier recensement exhaustif entrant dans le cadre du nouveau dispositif a été réalisé en 2004.

En 2022, la commune comptait 6 517 habitants, en évolution de +8,74 % par rapport à 2016 (Moselle : +0,52 %, France hors Mayotte : +2,11 %).
| 1793 | 1800 | 1806 | 1821 | 1836  | 1841 | 1861 | 1866 | 1871 |
| ---- | ---- | ---- | ---- | ----- | ---- | ---- | ---- | ---- |
| 783  | 853  | 803  | 879  | 1 012 | 949  | 760  | 777  | 700  |

| 1875 | 1880 | 1885 | 1890 | 1895 | 1900  | 1905  | 1910  | 1921  |
| ---- | ---- | ---- | ---- | ---- | ----- | ----- | ----- | ----- |
| 679  | 651  | 702  | 701  | 770  | 1 290 | 1 332 | 1 451 | 1 335 |

| 1926  | 1931  | 1936  | 1946  | 1954  | 1962  | 1968  | 1975  | 1982  |
| ----- | ----- | ----- | ----- | ----- | ----- | ----- | ----- | ----- |
| 1 758 | 1 941 | 1 585 | 1 422 | 2 658 | 4 699 | 5 033 | 6 510 | 5 538 |

| 1990  | 1999  | 2004  | 2006  | 2009  | 2014  | 2019  | 2022  | - |
| ----- | ----- | ----- | ----- | ----- | ----- | ----- | ----- | - |
| 5 674 | 5 402 | 5 650 | 5 737 | 5 851 | 5 817 | 6 458 | 6 517 | - |

## Vie associative
44 associations sont présentes dans la commune.

## Enseignement
- 550 écoliers dans deux groupes scolaires : La Rousse à Marange et Félix-Midy à Silvange.
- Le collège Les Gaudinettes avec 450 élèves[17].

## Patrimoine architectural et naturel

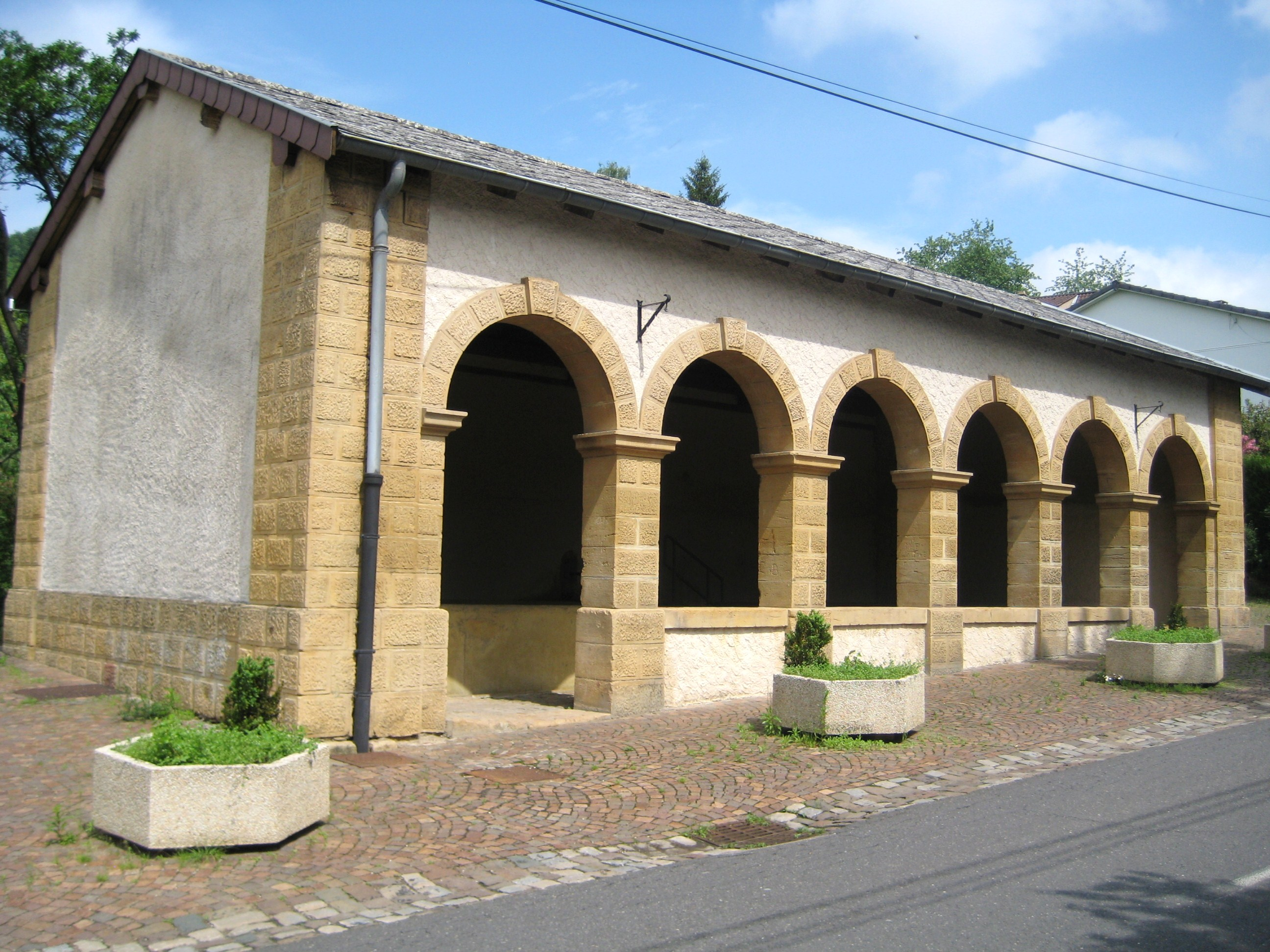
Lavoir, XIXe siècle

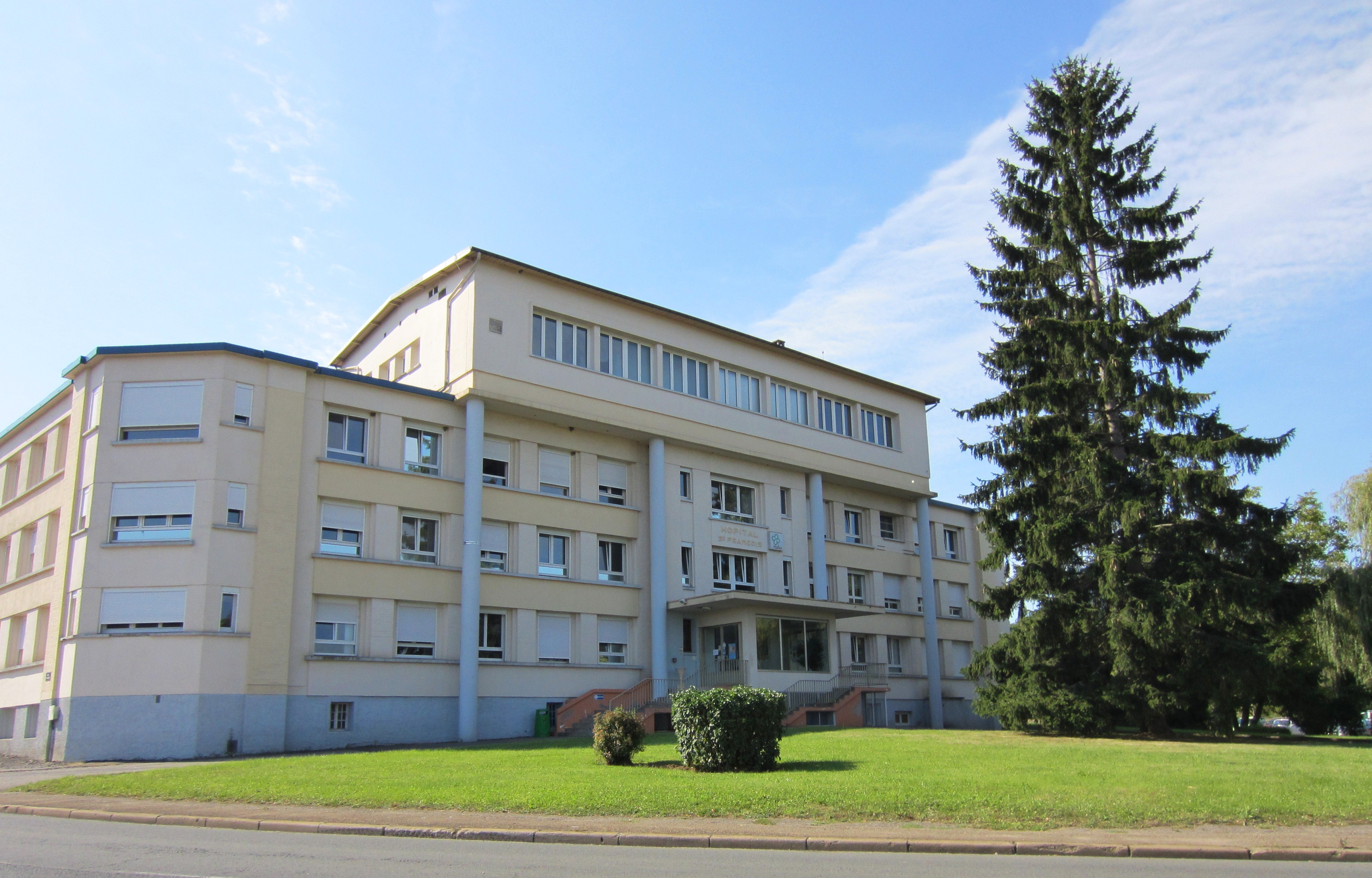
L'hôpital Saint-François.

### Architecture civile
- traces préhistoriques : huttes, habitations, au lieu-dit les Hattes ;
- passage d'une voie romaine, vestiges ;
- château du XVIIe siècle ;
- maisons anciennes ;
- ancien tribunal (XVIIe siècle) ;
- pressoir banal (XVIIe siècle) ;
- trois lavoirs : grand lavoir (XIXe siècle), lavoir du vieux village à Marange, lavoir de Silvange[17] ;
- moulin de la Croix ;
- moulin de Marange ;
- entrée des mines 1910 ;
- cimetière des Prussiens, où gisent les restes de 291 soldats prussiens (1870-1871)
- peinture murale en trompe-l'œil, à l’entrée du vieux village de Marange, rue de la République, réalisée en 2009 par le peintre Louis Vendramin d’Ay-sur-Moselle remplaçant de celle de 1996 : elle représente une exploitation viticole en pierre de Jaumont[17] ;
- Hôpital Saint-François.

### Édifices religieux

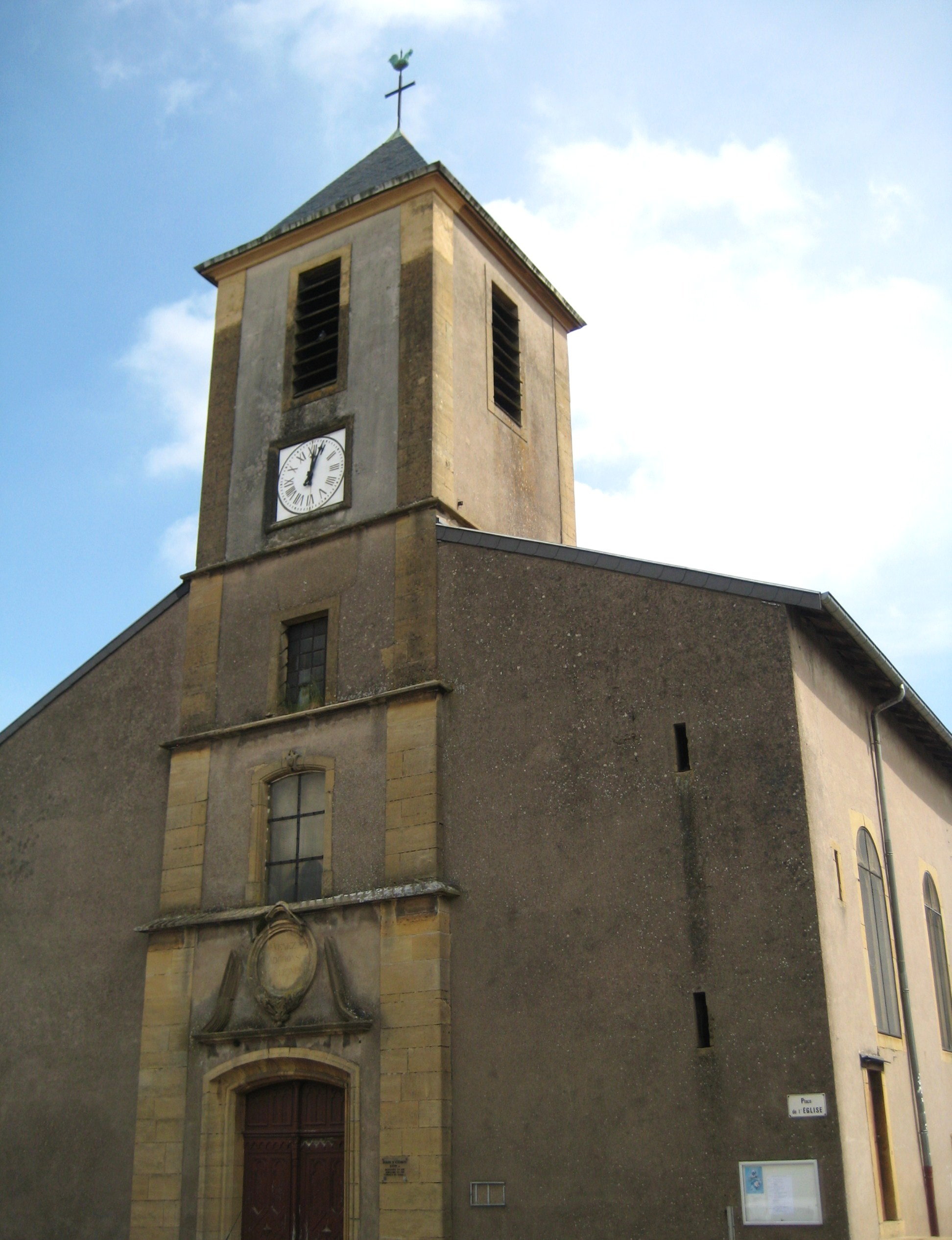
Église Saint-Clément

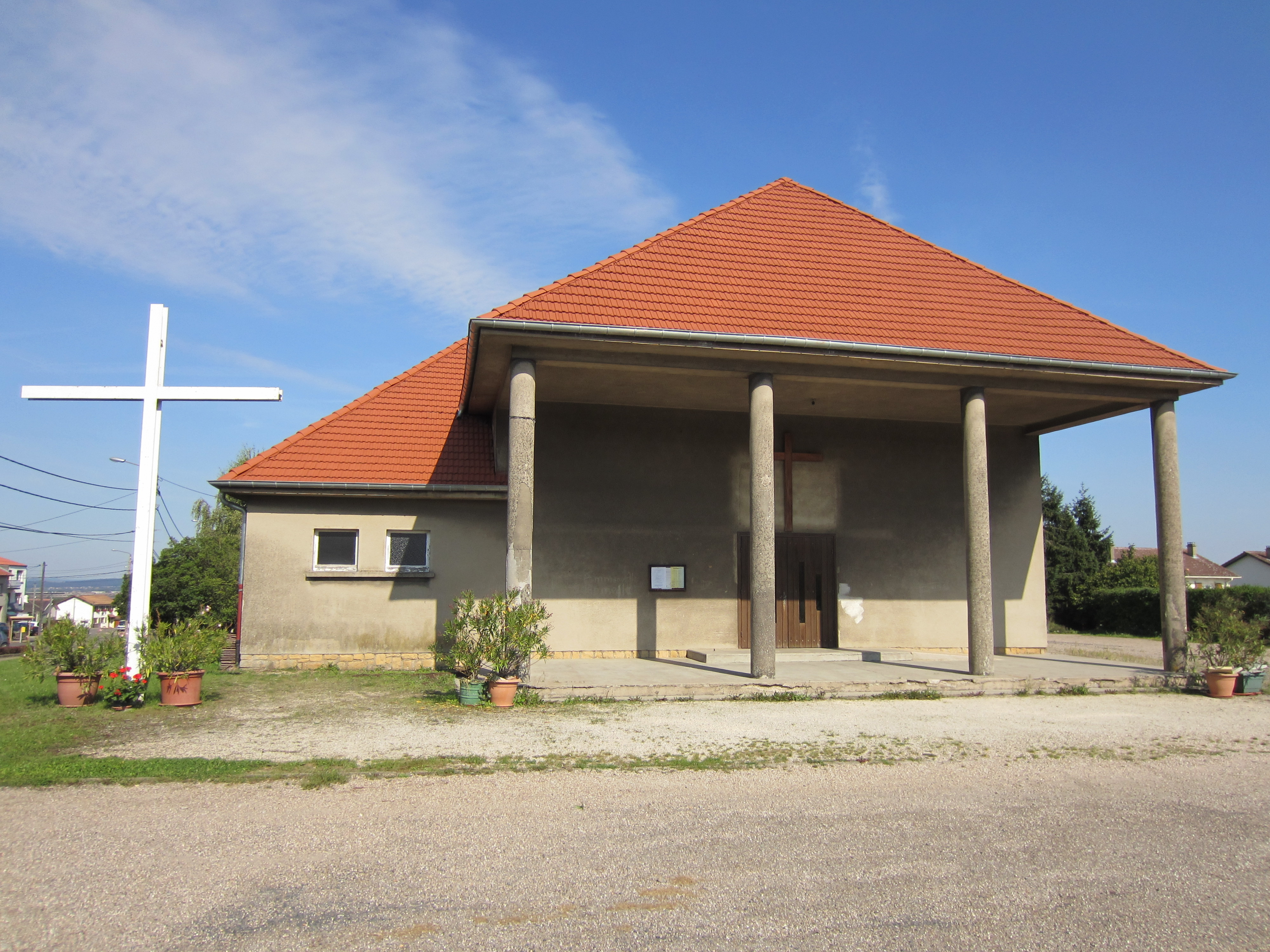
Chapelle Saint-Paul de Silvange.

- église fortifiée Saint-Clément XVIe, XVIIe et XVIIIe siècles : christ de pitié XVIIe siècle, vitraux modernes
- ancien ossuaire daté de 1606 classé au titre des monuments historiques par arrêté du 22 novembre 1990[25]
- calvaire 1826 devant le château
- bon-Dieu de pitié dans une niche (sculpture)
- chapelle des Vignes 1875, dédiée à Notre-Dame de Lourdes ; calvaire (1817)
- chapelle Saint-Paul (quartier Silvange) XXe siècle
- église évangélique de Pentecôte.

## Gastronomie
- vignoble classé en appellation d’origine Moselle (vin délimité de qualité supérieure).

## Héraldique
| Blason de Marange-Silvange | Blason  | D'azur à l'épée renversée d'argent, garnie d'or, et la fasce d'argent chargée de trois coquilles de gueules brochant sur le tout. |
| Blason de Marange-Silvange | Détails | |